# Castello di Krásné Březno
Il castello di Krásné Březno (in ceco Zámek Krásné Březno) si trova nell'omonima località di Ústí nad Labem, comune del Distretto di Ústí nad Labem nella regione omonima, Repubblica Ceca. Il castello, che risale al XVI secolo, viene considerato monumento culturale nazionale. 

## Storia

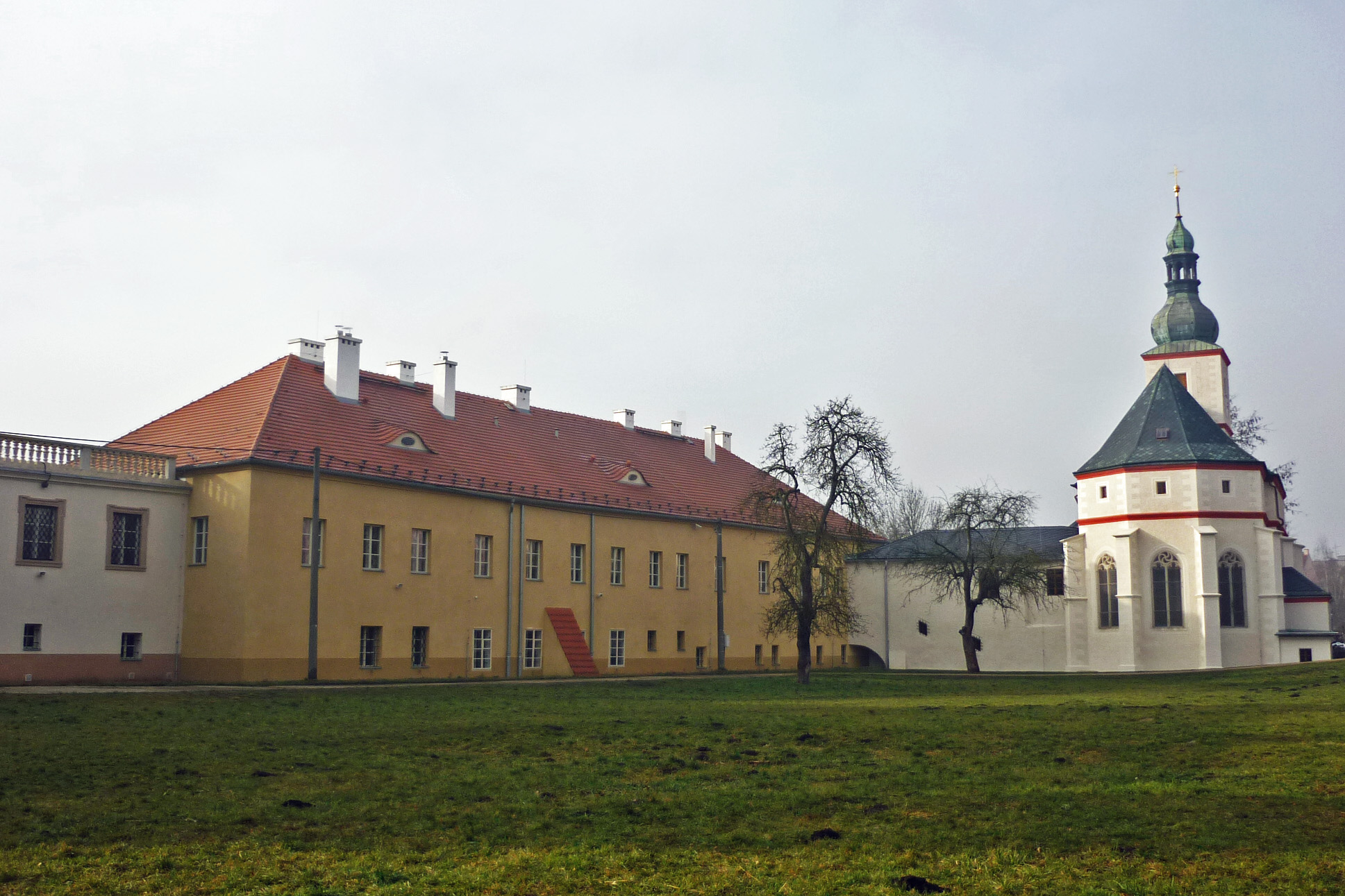
Castello vecchio con parte absidale dell'antica cappella gentilizia divenuta poi chiesa parrocchiale di San Floriano

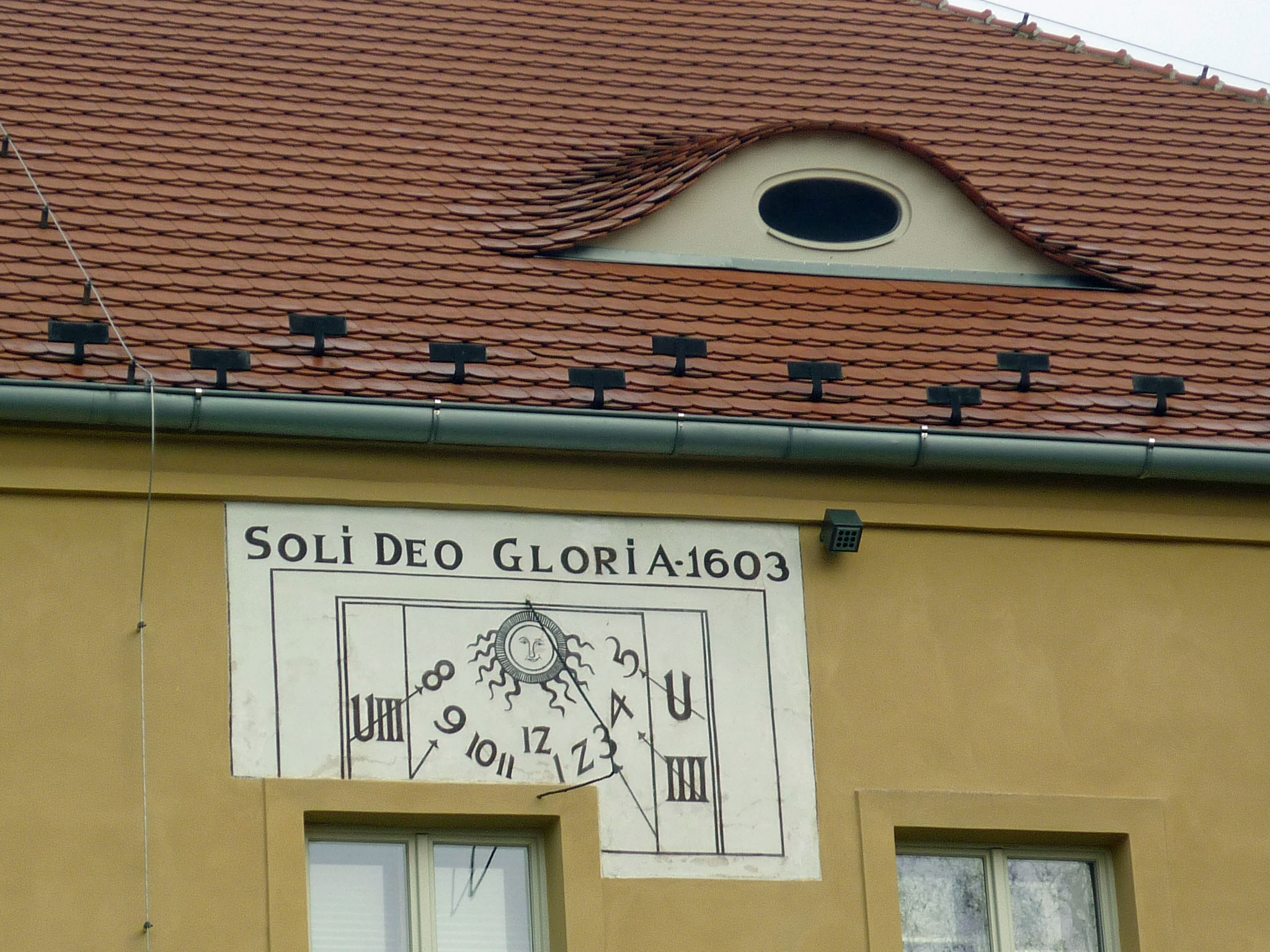
Meridiana sulla facciata del castello vecchio con la scritta " SOLI DEO GLORIA - 1603"

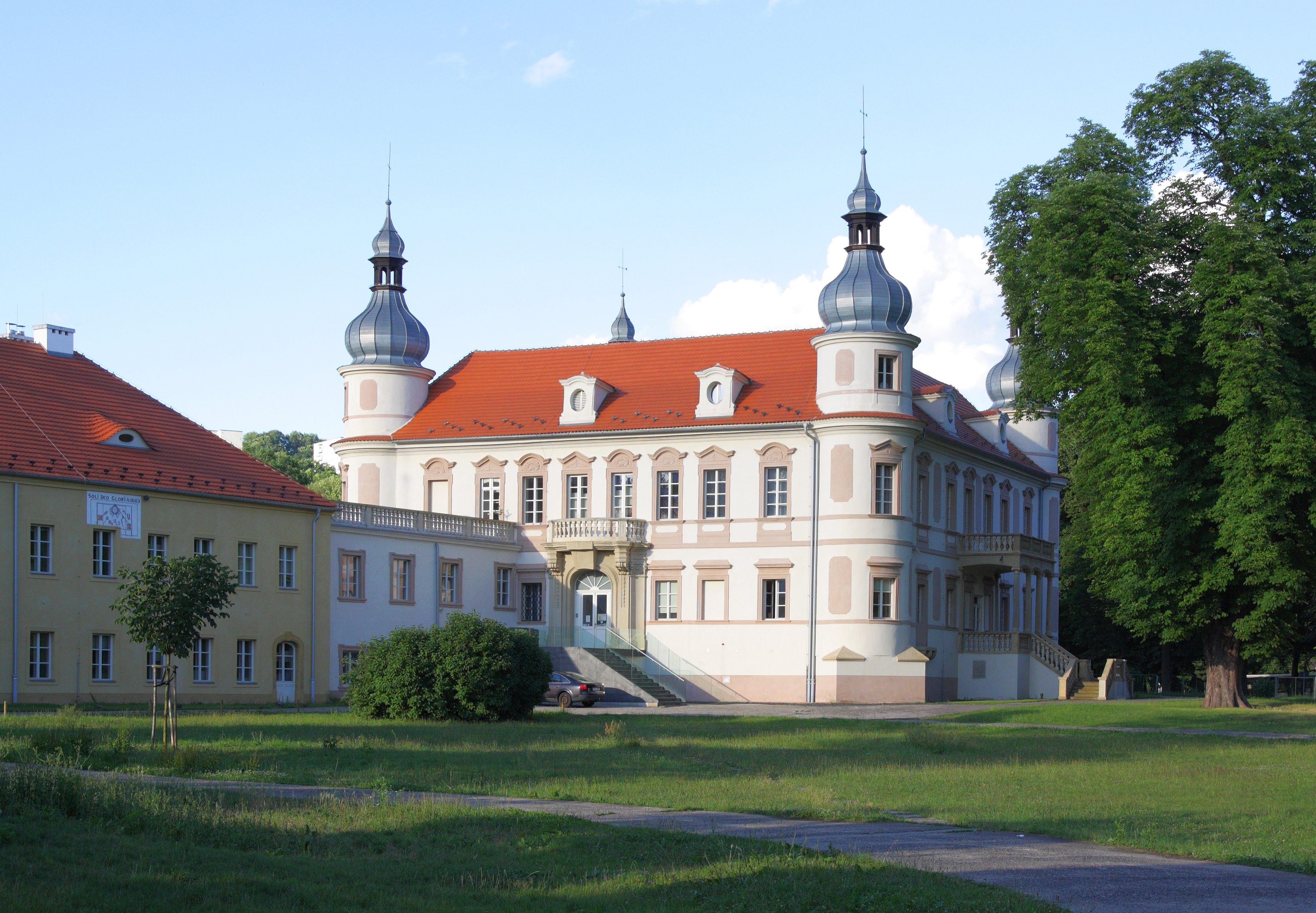
Castello vecchio e castello nuovo con l'ala di raccordo tra le due strutture

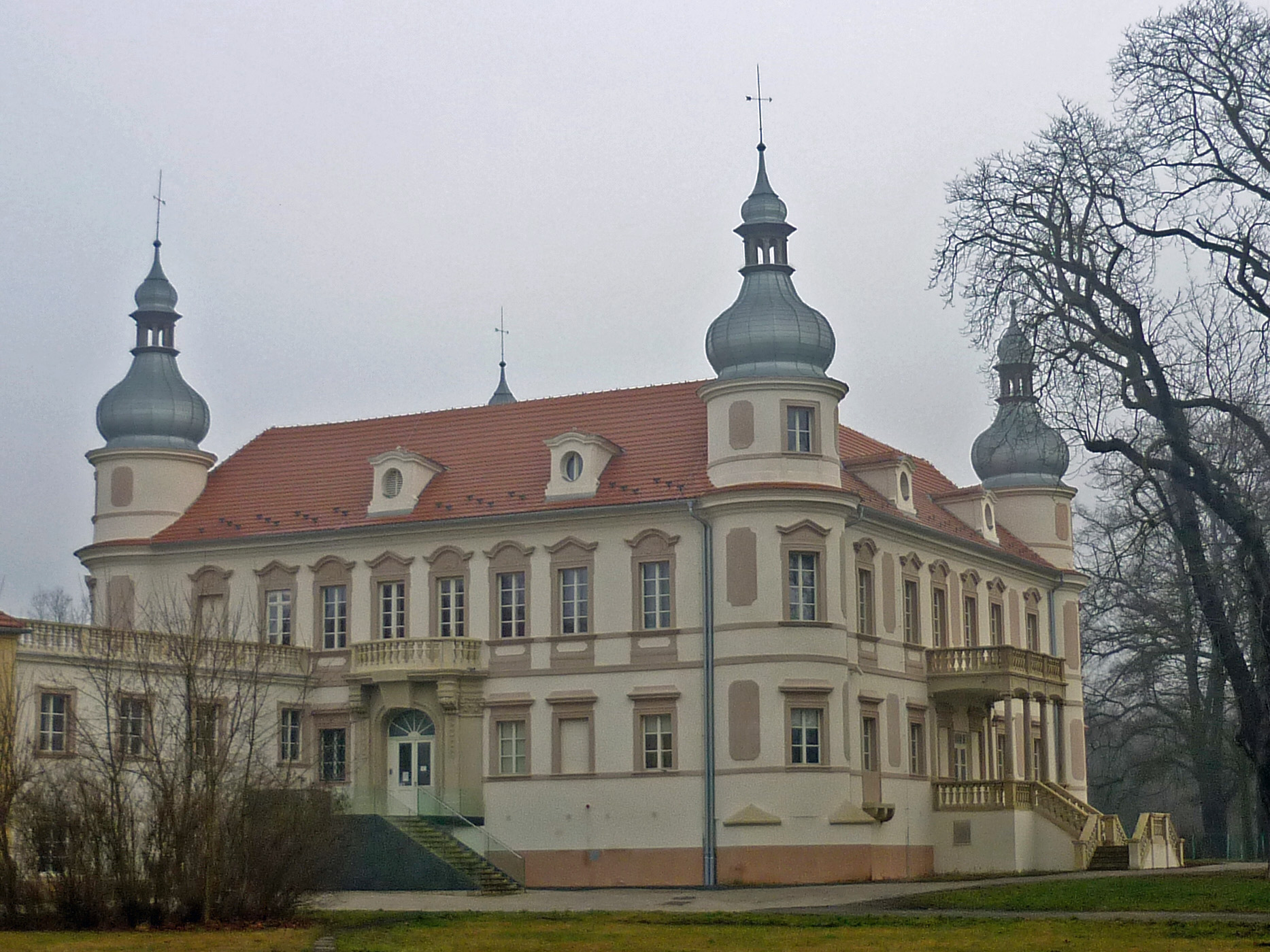
Castello nuovo

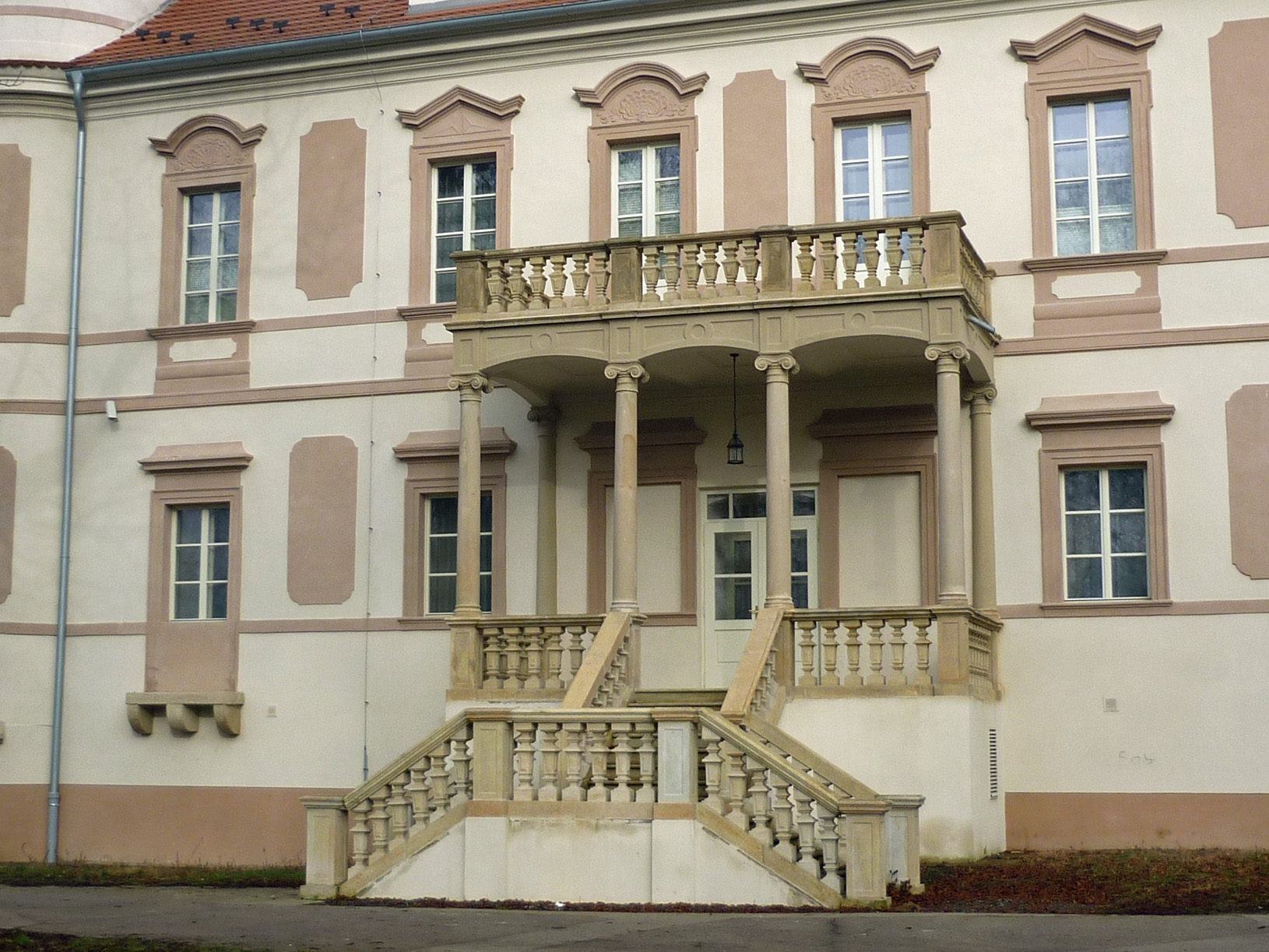
Castello nuovo, scalinata esterna

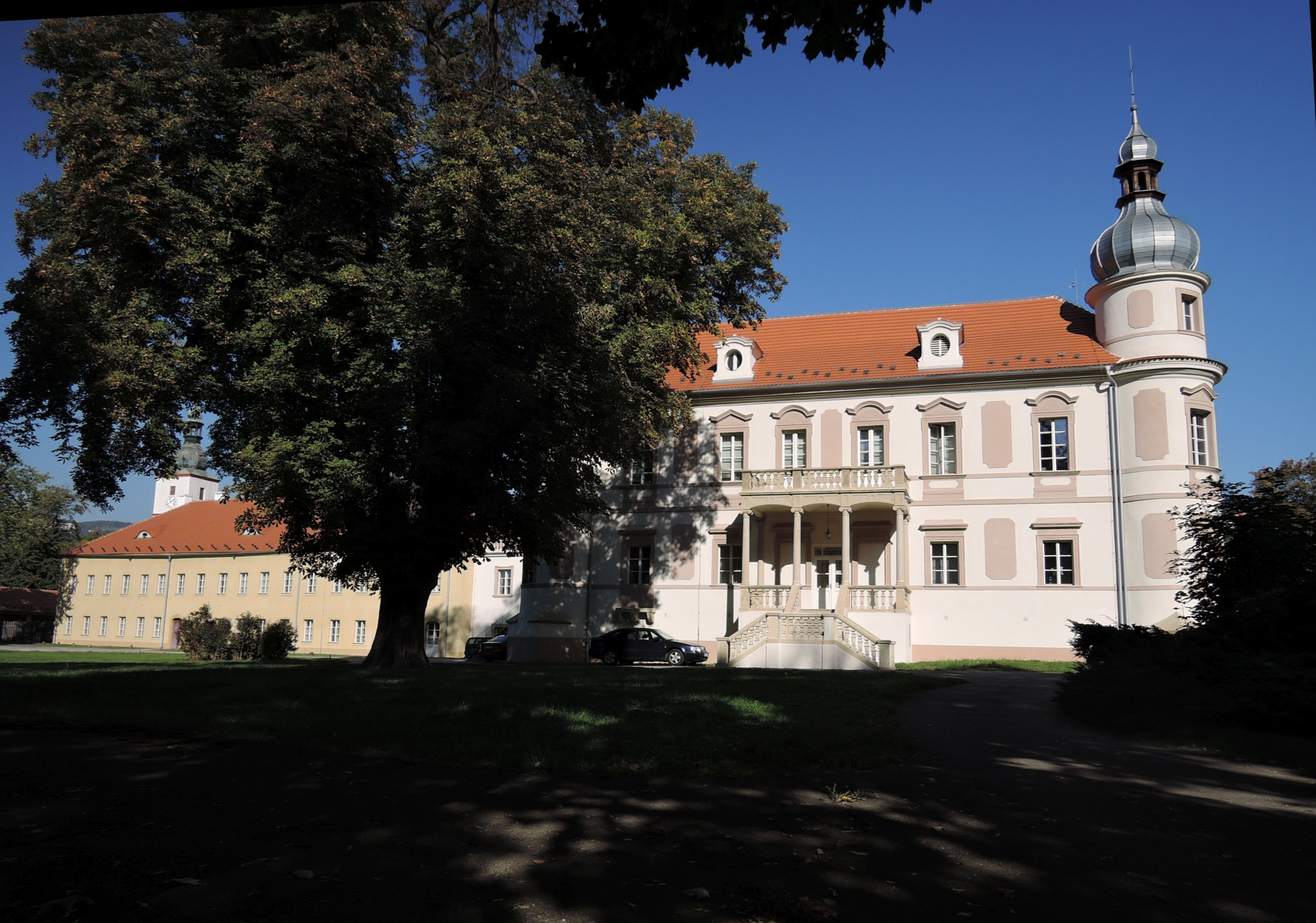
Parte del parco

Krásné Březno è ricordata alla fine del XII secolo come di proprietà degli Ospitalieri di San Giovanni di Gerusalemme. Il primitivo maniero venne menzionato nel 1335 quando il re Giovanni I di Boemia ne concesse i diritti a Enrico di Kycz/Reyss. Nel 1405 il giudice Beneš di Dubé rilevò la fortezza di Březnice da Petr Kyce di Březnice e la cedette a Dobeš di Bron. Dopo qualche tempo la fortezza perse la sua importanza e nel 1527 Jan Březenský la vendette ai cavalieri di Bünau. Il primo palazzo fortificato che ci è pervenuto venne quindi edificato a Krásné Březno prima del 1566 per volontà di Enrico di Bünau. Ciò potrebbe essere avvenuto anche prima perché a quel tempo, nella lamentela dei sudditi, venne menzionato il suo amministratore Günter di Bünau. Negli anni tra il 1597 e il 1603 cominciò la ricostruzione dell'intera area e in tale periodo fu edificata anche la cappella gentilizia, che sarebbe poi divenuta la chiesa parrocchiale di San Floriano, fu rivisto il castello vecchio e ne venne costruito uno nuovo nello stile del rinascimento sassone. La struttura rettangolare ad un piano del castello vecchio con facciate piatte era dominata da timpani attici a due piani che abbracciavano il tetto a due falde. Negli anni tra il 1798 e il 1805 l'edificio subì ampi adattamenti classicisti che lo trasformarono sino a farlo diventare sede per uffici e appartamenti per i funzionari, ma perse le sue caratteristiche rinascimentali solo a metà del XIX secolo, quando il tetto a due falde fu sostituito da un tetto a padiglione. A est del castello vecchio fu edificata la nuova parte, definita castello nuovo, secondo lo stile rinascimentale entro la metà del XVII secolo. Probabilmente la ricostruzione secondo lo stile barocco del castello nuovo fu eseguita sotto Jan Ludvík Richard di Cavriani entro il 1724 e il giardino fu prolungato da un ampio corridoio con una composizione geometrica in direzione sud-est. Una parte consistente del giardino del castello venne utilizzata durante la costruzione della ferrovia nel 1849 e la parte restante fu trasformata in parco all'inglese dopo la demolizione dell'aia dove stava una fabbrica di birra. Nel 1897 la cappella del castello divenne chiesa parrocchiale e il castello rimase in possesso degli ultimi eredi della famiglia Kolowrat-Krakowsky-Novohradsky fino al 1945. Dopo l'esproprio da parte dello Stato entrambi i castelli divennero sede del centro informatico per le ferrovie ceche e mantennero tale funzione sino al 2003. In seguito l'intero complesso è stato oggetto di un importante lavoro di restauro, ultimato nel 2011. Da allora è divenuto sede dell'ufficio regionale dell'Istituto nazionale dei monumenti della regione di Ústí.

## Descrizione
Il complesso del castello si trova a Krásné Březno, località posta a oriente di Ústí nad Labem, comune della regione omonima in Repubblica Ceca.
L'intera area mantiene tracce dello sviluppo originale dell'antico villaggio quindi è un territorio di interesse storico e urbanistico completato dalla chiesa di San Floriano. L'edificio nel suo insieme è una struttura allungata che comprende le due ali principali, i due castelli.
- Castello vecchio. Si tratta di un edificio ad un piano, a pianta rettangolare con tetto a padiglione. È unito al nuovo castello da un'ala di collegamento, da una terrazza coperta e sul lato sud da una balaustra decorata. Le facciate sono piatte e sulla facciata sud è conservata una meridiana datata 1603. I locali al piano terra sono coperti con volte a crociera. La facciata dell'edificio è monocromatica con tonalità compresa tra l'ocra e il giallo. Intorno all'altezza delle aperture delle finestre rettangolari c'è uno smusso poco profondo. Il vecchio castello è un elemento urbano distintivo e si tratta di un esempio di piccola residenza feudale rurale costruita nello stile del rinascimento sassone.[5]
- Castello nuovo. Si tratta di un edificio di grandi dimensioni a quattro ali, a pianta quadrata, con tetti a due falde, accentuati a tutti gli angoli da torrette a pianta rotonda sormontate da un tetto a bulbo. L'originario ingresso principale con portale monumentale è completato al primo piano da un balcone ornato da balaustra. Al piano terra si conserva la sala terrena arricchita da decorazioni. Il castello aveva anche un giardino ornamentale con fontane e quattro padiglioni estivi, l'appartamento del giardiniere, una serra e un'aranciera. Gli altri due giardini fungevano da orti. I frutteti erano situati vicino al castello. Nella piazza davanti al castello furono costruiti edifici con appartamenti, scuderie per i cavalli, la rimessa per le carrozze, la cantina ed il granaio. Il castello comprendeva anche nelle sue adicenze una fabbrica di birra, una cantina e un edificio con cantine, che si trovava a nord del castello. Nel 1794 Johann Josef fece installare due nuove stufe e fece murare i vecchi camini. Nell'anno successivo i tetti delle due torri del castello furono nuovamente ricoperti di tegole e dipinti dello stesso colore dei tetti di lamiera delle altre due torri. Prima del 1798 le finestre erano dotate di persiane. Nel 1801 furono aggiunte delle inferriate alle finestre del piano terra, il soffitto allora di canne nel corridoio del primo piano fu restaurato e sul tetto furono installate nuove grondaie. Successivamente venne rimossa la pannellatura della porta di collegamento con la sala terrena. La facciata è trattata con un disegno bicolore. Lo zoccolo, la cornice in cordone che decora le aperture delle finestre e i campi ovali tra gli assi delle finestre sono realizzati in rosa chiaro, il resto della superficie della facciata è color crema chiaro.[6]
- Parco paesaggistico. Il grande parco naturale fu probabilmente fondato a cavallo tra il XVIII e il XIX secolo ed è a composizione libera, sfruttando gli effetti dell'alternanza di campi aperti e boschi con essenze arboree in qualche caso esempi di rare specie introdotte e non autoctone. Assunse le forme di parco all'inglese dopo essere stato a lungo un giardino barocco che si estendeva in direzione sud-est dal nuovo castello. La cinta muraria si conserva soprattutto nella parte sud-occidentale dell'area. Anche il tracciato originario della rete stradale è stato in una certa misura conservato. Lo stato esistente risulta in parte deteriorato degli alberi maturi e perché non esiste un'adeguata sostituzione e rotazione delle piante. Il giardino del castello, che ha subito un complesso sviluppo storico e stilistico, nonostante abbia il carattere di un parco di tipo urbano, conserva pregevoli tracce del periodo di creazione. I legami compositivi che lo legano al castello sono ancora significativi e visibili. Il valore storico del parco del castello di Krásné Březn risiede nel fatto che si tratta di una prima trasformazione spazialmente molto ben conservata di un antico giardino barocco in un parco paesaggistico naturale.[7]

### Monumento culturale della Repubblica Ceca
La tutela dei monumenti della Repubblica Ceca considera il complesso di castel Střekov a Šťáhlavy un monumento culturale nazionale tutelato col numero di catalogo 1000155035. Oggetto di tutela è l'insieme delle costruzioni storiche conservate con una quantità significativa di tracce d'epoca.